# Добрилови дани
Добрилови дани је манифестација коју организује Народна библиотека Ариље у част ариљског писца и агронома Добрила Ненадића. Сврха манифестације је подсећање и промоција опуса Добрила Ненадића кроз књижевне сусрете, литерарне и ликовне конкурсе за основне и средње школе, трибине, изложбе и друге уметничке поставке. Пажња се такође посвећује локалним ауторима а у сврху истицања Ариља на књижевној сцени. Циљ манифестације је анимирање и укључивање локалне и шире заједнице у промоцију лика и дела познатог Ариљца, притом истичући важност његовог стваралаштва и резултата које је постигао као писац, али и као агроном. Сви програми се снимају и емитују на Јутјуб каналу и Фејсбук страници библиотеке.